# Concepción Buenavista
Concepción Buenavista är en ort i Mexiko.   Den ligger i kommunen Concepción Buenavista och delstaten Oaxaca, i den sydöstra delen av landet, 250 km sydost om huvudstaden Mexico City. Concepción Buenavista ligger 2 136 meter över havet och antalet invånare är 316.
Terrängen runt Concepción Buenavista är huvudsakligen kuperad, men den allra närmaste omgivningen är platt. Runt Concepción Buenavista är det mycket glesbefolkat, med 3 invånare per kvadratkilometer. Närmaste större samhälle är San Miguel Tequixtepec, 10,5 km sydost om Concepción Buenavista. Trakten runt Concepción Buenavista består i huvudsak av gräsmarker.